# Улица Грибакиных
Улица Гриба́киных — меридиональная улица в исторических районах Александровское и Троицкое поле Невского административного района Санкт-Петербурга. Проходит от проспекта Обуховской Обороны до Запорожской улицы. Фактическим продолжением улицы Грибакиных на юг по её оси за железнодорожной станцией Обухово является конечный участок проспекта Девятого Января (от станции Обухово до Грузового проезда), выезд на который возможен через Обуховский путепровод.

## История
Участок от проспекта Обуховской Обороны до Троицкой церкви с 1896 года назывался Церковным переулком. Участок от Троицкой церкви до Запорожской улицы с 1896 года назывался Троицким переулком. 10 сентября 1935 года Троицкий переулок был переименован в Трамвайный переулок по трамвайному парку. 15 декабря 1952 года к Трамвайному переулку был присоединён Церковный переулок.
Современное название улица получила 27 февраля 1967 года в память о рабочих-революционерах Невской заставы братьях Петре Степановиче (1877—1912) и Василии Степановиче Грибакиных (1885—1919).

## Пересечения
С севера на юг (по увеличению нумерации домов) улицу Грибакиных пересекают следующие улицы:
- проспект Обуховской Обороны — улица Грибакиных примыкает к нему;
- улица Бабушкина — пересечение;
- 1-й Рабфаковский переулок — примыкание;
- Власьевский переулок — примыкание;
- Запорожская улица — примыкание.

## Транспорт

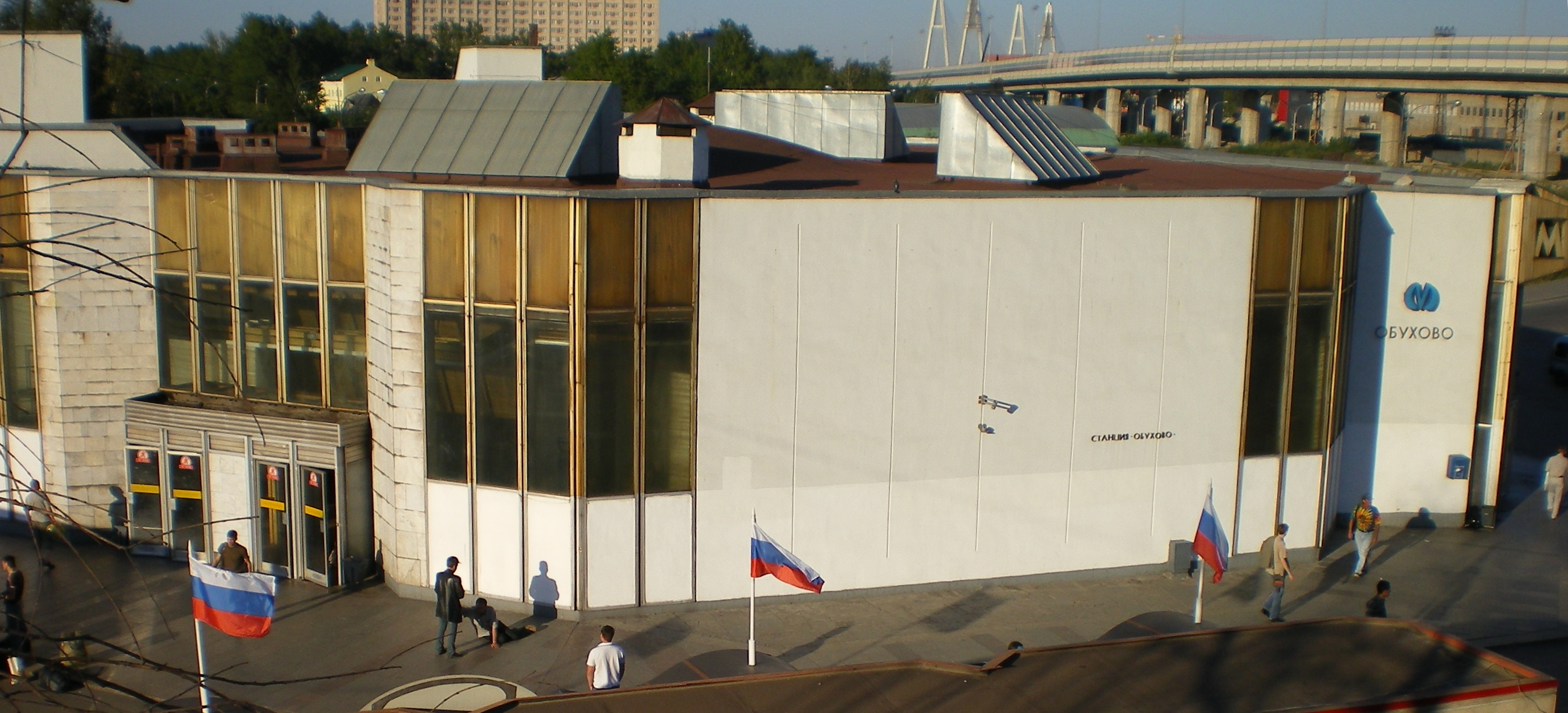
Вестибюль станции метро «Обухово»

Напротив примыкания Запорожской улицы к улице Грибакиных расположен наземный вестибюль станции метро «Обухово». На расстоянии около 150 м по проспекту Обуховской Обороны от начала улицы находится станция «Пролетарская». Обе станции относятся к 3-й (Невско-Василеостровской) линии.
Вдоль участка улицы Грибакиных от проспекта Обуховской Обороны до улицы Бабушкина проходит трамвайная линия (маршруты № 24 и 27). Также по улице проходит автобусный маршрут № 48.
У начала улицы Грибакиных расположено трамвайное кольцо, у пересечения с улицей Бабушкина — автобусное кольцо «Улица Грибакиных» (городские маршруты № 5 и 51, а также пригородный маршрут № 189).
У конца улицы Грибакиных находится железнодорожная станция Обухово.

## Общественно значимые объекты

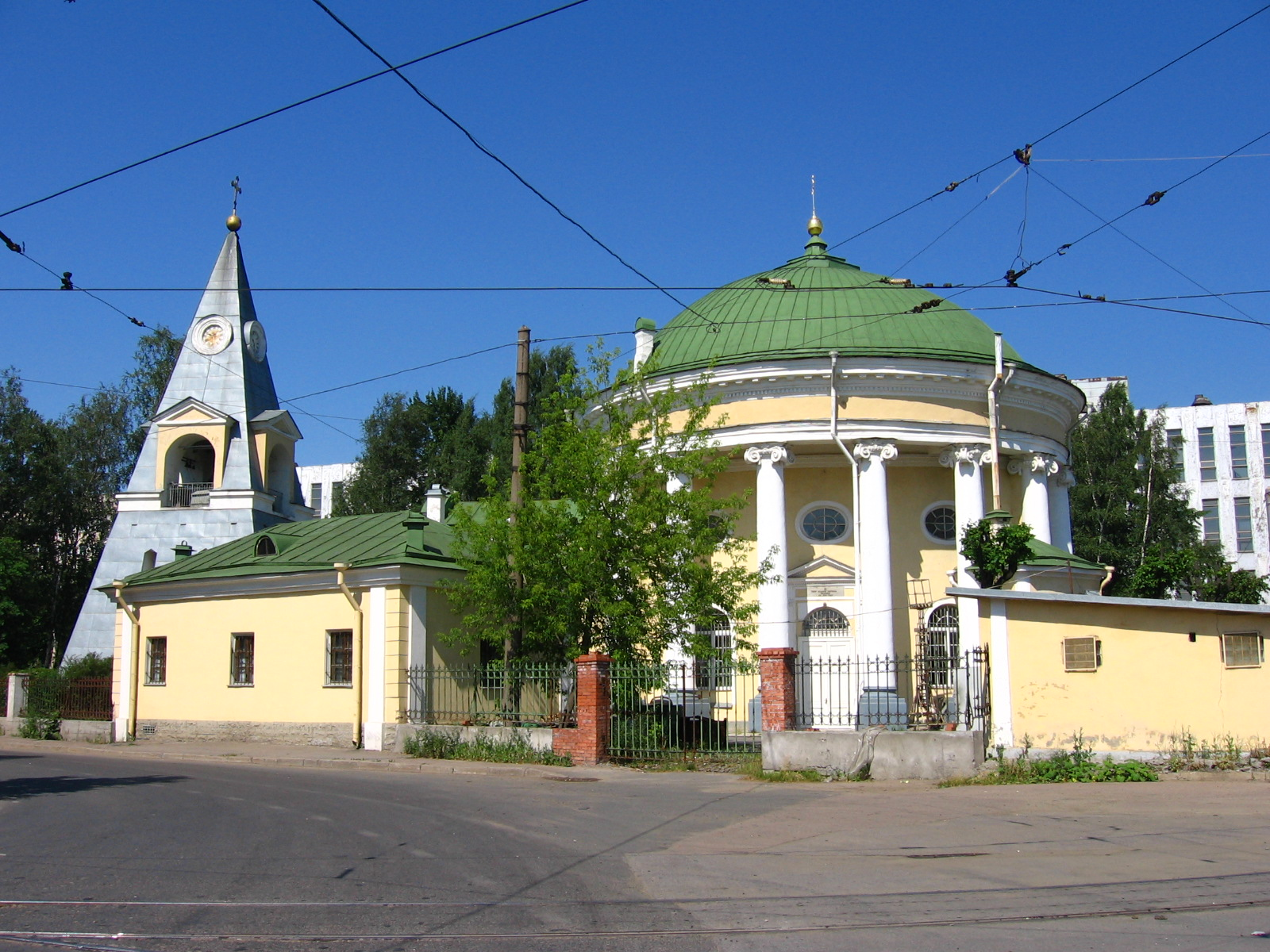
Троицкая церковь «Кулич и Пасха»

- Троицкая церковь «Кулич и Пасха» (у примыкания улицы Грибакиных к проспекту Обуховской Обороны) — проспект Обуховской Обороны, дом 235;
- Трамвайный парк № 7 (у пересечения с улицей Бабушкина) — дом 3;
- Управление Министерства внутренних дел Российский Федерации по Невскому району Санкт-Петербурга — дом 5, литера А;
- детский сад № 80 — дом 2, корпус 3;
- ОАО «Звезда»;[уточнить]
- школа № 527 — 2-й Рабфаковский переулок, дом 1, корпус 4;
- гараж-гостиница «Обуховец»[уточнить] — 3-й Рабфаковский переулок, дом 3.